# Александар Павлович (футболіст)
Александар Павлович (серб. Александар Павловић, нар. 3 травня 2004, Мюнхен) — німецький футболіст, півзахисник клубу «Баварія» і збірної Німеччини.

## Клубна кар'єра
Почав займатися футболом в школі клубу «Фюрстенфельдбрукк», а в сім років приєднався до академії «Баварії». 31 липня 2021 року продовжив свій контракт до 2022 року 3 травня 2022 року підписав контракт з «Баварією» до 2024 року. Сезон 2022–23 провів у юнацькій команді «Баварії» до 19 років.
Влітку 2023 був переведений до тренувального табору першої команди «Баварії», де в рамках передсезонної підготовки зіграв у товариських матчах проти «Ліверпуля» і «Манчестер Сіті». 29 жовтня 2023 року дебютував в основному складі «Баварії», вийшовши на заміну Маттейсу де Лігту в матчі Бундесліги проти клубу «Дармштадт 98». 4 листопада в матчі «Дер Класікер» проти дортмундської «Боруссії» віддав свою першу гольову передачу в Бундеслізі. 29 листопада дебютував в Лізі чемпіонів УЄФА, вийшовши на заміну Рафаел Геррейру в матчі проти «Копенгагена». 27 січня 2024 року відзначився першим голом за «Баварію» в матчі Бундесліги проти «Аугсбурга».
16 червня 2024 року підписав новий контракт з «Баварією» до червня 2029 року. 28 вересня відзначився м'ячем проти «Баєра», який був визнаний голом місяця Бундесліги за вересень 2024 року. У жовтні 2024 року ввійшов у список 25-ти фіналістів на звання «Golden Boy» 2024 року.
В червні 2025 року виступав на клубному чемпіонаті світу в США.

## Кар'єра в збірній
В листопаді 2023 года дебютував за збірну Німеччини до 20 років.
14 березня 2024 року вперше викликаний до збірної Німеччини головним тренером Юліаном Нагельсманном для участі в товариських матчах проти збірних Франції і Нідерландів. 16 травня був включений до попередньої заявки збірної Німеччини для участі в матчах фінальної частини домашнього чемпіонату Європи 2024. 3 червня дебютував за збірну Німеччини в товариському матчі проти збірної України, замінивши Роберта Андріха. 7 червня потрапив до остаточної заявки збірної Німеччини. Втім через п'ять днів через хворобу був виключений зі складу збірної, де його замінив Емре Джан.
7 вересня 2024 року в поєдинку Ліги націй УЄФА проти збірної Угорщини забив свій перший гол за збірну Німеччини.

## Статистика виступів

### Клубна статистика
Станом на 29 червня 2025 
| Клуб              | Сезон             | Чемпіонат                  | Чемпіонат | Чемпіонат | Кубок | Кубок | Єврокубки | Єврокубки | Інші  | Інші | Всього | Всього |
| Клуб              | Сезон             | Дивізіон                   | Матчі     | Голи      | Матчі | Голи  | Матчі     | Голи      | Матчі | Голи | Матчі  | Голи   |
| ----------------- | ----------------- | -------------------------- | --------- | --------- | ----- | ----- | --------- | --------- | ----- | ---- | ------ | ------ |
| Баварія II        | 2022–23           | Регіональна ліга «Баварія» | 6         | 0         | —     | —     | —         | —         | —     | —    | 6      | 0      |
| Баварія II        | 2023–24           | Регіональна ліга «Баварія» | 3         | 0         | —     | —     | —         | —         | —     | —    | 3      | 0      |
| Баварія II        | Всього            | Всього                     | 9         | 0         | 0     | 0     | 0         | 0         | 0     | 0    | 9      | 0      |
| Баварія           | 2023–24           | Бундесліга                 | 19        | 2         | 0     | 0     | 3         | 0         | 0     | 0    | 22     | 2      |
| Баварія           | 2024–25           | Бундесліга                 | 21        | 1         | 2     | 0     | 5         | 0         | 4     | 0    | 32     | 1      |
| Баварія           | Всього            | Всього                     | 40        | 3         | 2     | 0     | 8         | 0         | 4     | 0    | 54     | 3      |
| Всього за кар'єру | Всього за кар'єру | Всього за кар'єру          | 49        | 3         | 2     | 0     | 8         | 0         | 4     | 0    | 63     | 3      |

1. 1 2  Матчі в Лізі чемпіонів УЄФА
2. ↑  Матчі на клубному чемпіонаті світу

### Міжнародна статистика
Станом на 4 червня 2025 
| Збірна            | Сезон             | Товариські | Товариські | Офіційні | Офіційні | Всього | Всього |
| Збірна            | Сезон             | Матчі      | Голи       | Матчі    | Голи     | Матчі  | Голи   |
| ----------------- | ----------------- | ---------- | ---------- | -------- | -------- | ------ | ------ |
| Німеччина         |                   |            |            |          |          |        |        |
| 2024              | 1                 | 0          | 3          | 1        | 4        | 1      |        |
| 2025              | 0                 | 0          | 1          | 0        | 1        | 0      |        |
| Всього за кар'єру | Всього за кар'єру | 1          | 0          | 4        | 1        | 5      | 1      |

### Матчі за збірну
Станом на 4 червня 2025 
| Матчі Александара Павловича за збірну Німеччини | Матчі Александара Павловича за збірну Німеччини | Матчі Александара Павловича за збірну Німеччини | Матчі Александара Павловича за збірну Німеччини | Матчі Александара Павловича за збірну Німеччини | Матчі Александара Павловича за збірну Німеччини | Матчі Александара Павловича за збірну Німеччини | Матчі Александара Павловича за збірну Німеччини |
| №                                               | Дата                                            | Суперник                                        | Рахунок                                         | Голи                                            | Картки                                          | Хвилини                                         | Змагання                                        |
| ----------------------------------------------- | ----------------------------------------------- | ----------------------------------------------- | ----------------------------------------------- | ----------------------------------------------- | ----------------------------------------------- | ----------------------------------------------- | ----------------------------------------------- |
| 1                                               | 3 червня 2024                                   | Україна                                         | 0–0                                             |                                                 |                                                 | 19'                                             | Товариський матч                                |
| 2                                               | 7 вересня 2024                                  | Угорщина                                        | 5–0                                             | 1                                               |                                                 | 30'                                             | Ліга націй УЄФА 2024–25 (А)                     |
| 3                                               | 10 вересня 2024                                 | Нідерланди                                      | 2–2                                             |                                                 |                                                 | 27'                                             | Ліга націй УЄФА 2024–25 (А)                     |
| 4                                               | 14 жовтня 2024                                  | Нідерланди                                      | 1–0                                             |                                                 |                                                 | 77'                                             | Ліга націй УЄФА 2024–25 (А)                     |
| 5                                               | 4 червня 2025                                   | Португалія                                      | 2–1                                             |                                                 |                                                 | 71'                                             | Ліги націй УЄФА 2024–25 (фінал)                 |

Всього: 5 матчів / 1 гол; 2 перемоги, 2 нічиї, 1 поразка.

## Досягнення
«Баварія»
- Чемпіон Німеччини: 2024–25[25]
- Володар Суперкубка Німеччини: 2025

Особисті
- Гол місяця Бундесліги: вересень 2024
- Гравець місяця в «Баварії»: січень 2024[26]